# Alexander William Kinglake

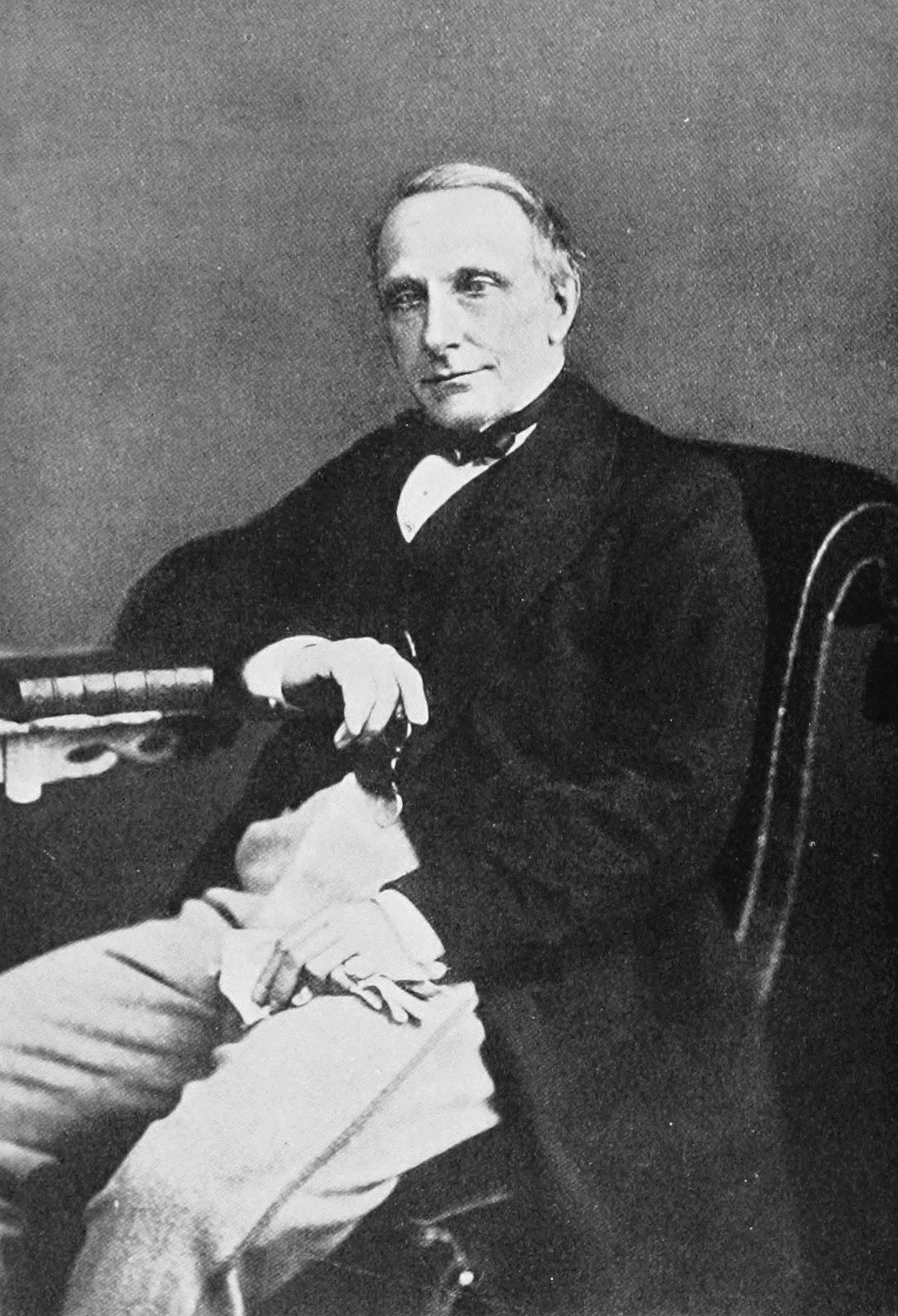
Alexander William Kinglake

Alexander William Kinglake (Taunton, Somerset, 5 de agosto de 1809-Londres, 2 de enero de 1891), fue un historiador y viajero inglés. Su primer proyecto literario fue Eōthen, una obra brillante y original sobre un viaje a Oriente, publicada en 1844; pero su obra maestra fue su Historia de la guerra de Crimea en ocho volúmenes (1863-87), que es una de las obras más logradas en su género.

## Vida
Nació en Taunton el 5 de agosto de 1809. Era el hijo mayor de William Kinglake y de Mary, hija de Thomas Woodforde, esquire de Taunton. Tenía dos hermanos, Robert Arthur y John Hamilton. Se cree que la familia Kinglake era de origen escocés, siendo Kinloch el nombre original, y que había llegado a Inglaterra en el reinado de Jacobo I, estableciéndose en Somerset. Allí adquirieron la finca de Saltmoor, descendiendo hasta el historiador. Su padre, un exitoso procurador, tenía intención de que su hijo estudiara una carrera de leyes. Kinglake conservó su destreza en la equitación, y aunque no obtuvo los honores escolares habituales, adquirió ciertamente un clásico refinamiento del gusto. Fue educado en Eton con Keate, de quien dejó un muy característico retrato (Eōthen, capítulo XVIII), y en 1828 ingresó en el Trinity College de Cambridge, donde fue coetáneo y amigo de Tennyson y Thackeray. Se graduó Bachelor of Arts en 1832 y Master of Arts en 1836. Se afilió al Lincoln's Inn el 14 de abril de 1832, y se colegió el 5 de mayo de 1837.
Aunque era abogado, y había conseguido algún pequeño trabajo como registrador de la propiedad, Kinglake se preocupó poco por su profesión. En ella adquirió considerable práctica, que abandonaría en 1856 con el fin de dedicarse a la literatura y al servicio público. Cuando aún era estudiante viajó, en 1835, por todo Oriente, y la impresión que sobre él causaron sus experiencias fue tan poderosa que le embargó un deseo de dejar constancia literaria de ellas. El resultado fue el citado Eōthen, or Traces of Travel brought home from the East (Eōthen, o vestigios de un viaje de regreso a casa desde Oriente). Siempre había estado interesado en la historia militar, y en 1845 marchó a Argel y acompañó a la columna móvil de Saint Arnaud, a quien posteriormente describiría desde el conocimiento personal (La invasión de Crimea, vol. II, cap. I). En 1854 siguió a la expedición inglesa a Crimea, y estuvo presente en la batalla del Almá (20 de septiembre de 1854). Una caída de su poni en la mañana de aquel día lo dio a conocer a Lord Raglan, que se encontraba cerca, y ambos cenaron juntos por la noche. Se quedó con el ejército hasta la ruptura del cerco.
Kinglake vivió principalmente en Londres, en Hyde Park Place, y fue miembro del Travellers Club y del Athenæum Club. Cenaba frecuentemente en el Athenæum, en compañía de sus amigos Abraham Hayward, Thomas Chenery y Sir Henry Bunbury. En 1857 fue elegido parlamentario liberal por Bridgwater. Ocupó su escaño hasta 1868, año en que fue destituido bajo petición y disuelta la circunscripción. El propio Kinglake, sin embargo, era totalmente incapaz de la más mínima complicidad con la corrupción que fue descubierta, y solo era demasiado inocente para sospechar de su existencia. Tomó parte, no obstante, en la defensa de todos aquellos a quienes consideraba víctimas de la opresión. Hizo avanzar la primera enmienda al proyecto de Ley de Conspiración de 1858, y en 1860 denunció enérgicamente la anexión de Saboya y Niza al Segundo Imperio francés.
Al final de su vida sufrió un cáncer de lengua, y soportó con admirable paciencia padecimientos afortunadamente no muy prolongados. Solicitó a su albacea, el Dr. J. H. Kinglake, que "impidiera la publicación de cualquier escrito suyo que pudiera encontrarse", y destruyese todos aquellos documentos que no fuera necesario conservar. Murió el 2 de enero de 1891.

## Obra
Eōthen, un sensible e ingenioso registro de las impresiones sentidas y recordadas de modo penetrante, fue publicado en 1844, y gozó de considerable reputación. Trata del Cercano Oriente, y Kinglake mojó sus pinceles en colores fuertes. Es ingenioso y sensitivo. El Methley de aquel libro era Lord Pollington. Mysseri, su dragomán, era un hotelero de Constantinopla durante la guerra de Crimea. El libro, tal como avisa el prefacio, fue el resultado de una tercera tentativa tras dos intentonas fallidas que no satisficieron al autor. Demostró que Kinglake era un maestro del más refinado estilo y sutil humor, si bien el autor considera necesario disculparse por el posible fracaso de sus esfuerzos por sojuzgar el "tono casi tumultuoso" del texto original. Se ha esforzado, añade, y cree que con éxito, por excluir de su obra "todo material valioso derivado de las obras de otros". En verdad, aunque el libro fue comparado un tanto absurdamente con las narraciones de viajes ordinarias, resulta más parecido al Viaje sentimental de Sterne, y es un delicioso registro de impresiones personales más que de hechos ajenos. En 1856 Lady Raglan sugirió a Kinglake el proyecto para una elaborada historia de la guerra de Crimea, y puso sus documentos privados a disposición del escritor. Kinglake emprendió la tarea, y la ejecutó con extraordinario esmero, y prácticamente durante el resto de su vida se mantuvo ocupado en la tarea de completar su monumental Historia. Llevó a cabo la más elaborada investigación relativa a todos los incidentes de la guerra, cotejó cuidadosamente todas las evidencias disponibles, y no escatimó esfuerzos en pulir el estilo de su narrativa. Transcurrieron treinta y dos años entre su inicio y la publicación del último volumen, y en total aparecieron a intervalos ocho volúmenes entre 1863 y 1887. La obra capital de Kinglake resulta demasiado minuciosa y concienzuda en proyección y ejecución para ser proporcionada en su conjunto, pero es un ejemplo estupendo de laborioso y talentoso afán. La escala sobre la que trabajó fue probablemente excesiva, y, como el interés por la guerra disminuyó, los lectores tuvieron menos paciencia con las completas descripciones de incidentes insignificantes. Expertos militares han encontrado errores en algunos de los juicios de un aficionado en materia de guerra, aunque admitiendo su destreza para tratar incluso los detalles técnicos. Su amigo Abraham Hayward le defendió en Mr. Kinglake and the Quarterlys (1863). Su gran extensión juega en su contra, y no deja de caer en fuertes prejuicios y de cometer errores de parcialidad ―ha sido acusada de ser demasiado favorable a Lord Raglan, y excesivamente hostil a Napoleón III, hacia quien el autor sentía una aversión extrema―, pero muestra una notable destreza en el manejo de enormes cantidades de despachos y detalles técnicos dentro de una narración interesante hasta resultar absorbente; está iluminada por descripciones físicas y esbozos de personajes de gran fidelidad y perspicacia; y, a pesar de su extensión, sigue siendo una de las piezas más pintorescas, vívidas y actuales de la narrativa histórica en lengua inglesa. La aptitud literaria resulta en todo caso notable; el espíritu del texto nunca queda extinguido por la masa de información diplomática y militar; los ocasionales retratos de hombres notables resultan admirablemente incisivos; el estilo es invariablemente pulido hasta el grado máximo, y la narración, tan lúcida como animada.
Se dice que Kinglake habría contribuido a The Owl, al cual estaba vinculado su amigo Laurence Oliphant; y que escribió un artículo sobre Madame de La Fayette en el Blackwood's Magazine de septiembre de 1872. Escribió dos artículos en la Quarterly Review, uno sobre «Los derechos de la mujer» (diciembre de 1844) y otro titulado El Mediterráneo, un lago francés (marzo de 1845).